# Teleportació

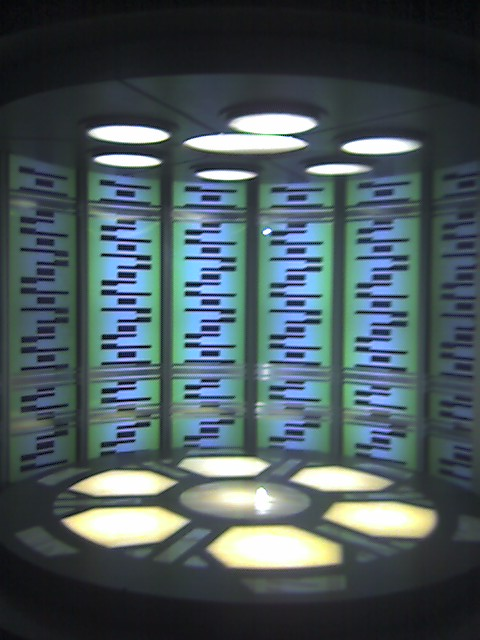
Màquina teletransportadora de la nau Enterprise, Star Trek

La teleportació o el teletransport és el trasllat de matèria d'un punt a un altre sense travessar l'espai físic entre ells.
El concepte apareix en relats de ciència-ficció així com en alguns fenòmens paranormals. Segons els coneixements actuals de física, la teleportació no és realitzable; tot i així, recentment ha aparegut el concepte de teleportació quàntica, en què es transmet un estat quàntic a distància.

## Història de la paraula
Sembla que la paraula teletransport (en anglès teleportation) la va inventar el periodista d'investigació de fenòmens paranormals Charles Fort, a principis de la dècada de 1930. Fort va usar la paraula per descriure la suposada connexió entre misterioses desaparicions i aparicions en diferents parts del món. En canvi, el filòsof Derek Parfit va fer servir aquesta paraula amb una connotació diferent, com a part d'un exercici mental d'identitat.
Posteriorment la paraula s'ha fet molt popular en relats de ciència-ficció. En aquests relats, el primer component de la paraula, tele- es pot interpretar de dues maneres:
- que el transport es fa entre dos punts allunyats entre si,
- que per fer el transport d'un objecte no cal tocar-lo, es pot traslladar a distància entre la persona responsable del transport i l'objecte en qüestió.

El concepte de teletransport també s'ha relacionat amb el fenomen de la ubiqüitat, l'habilitat d'estar present en diversos llocs a la vegada, generalment atribuïda als sants en l'edat mitjana.

## El teletransport en la ficció
Potser la narració més primerenca de ciència-ficció sobre el concepte de teleportació va ser escrita el 1877. El conte titulat The man without a body (L'home sense cos), de David Page Mitchell, relata la història d'un científic que descobreix un mètode per desarmar els àtoms d'un gat i transmetre'ls per mitjà d'un cable de telègraf. Quan intenta repetir l'experiment amb ell mateix, la bateria del telègraf s'esgota quan només havia aconseguit transmetre'n el cap, i va morir en l'intent. El conte del 1927 The Disintegration Machine (La màquina desintegradora), d'Arthur Conan Doyle, també toca el tema de la teleportació.
Posteriorment, els autors de l'Edat d'or de la ciència-ficció van usar el terme i el concepte de la teleportació: A. E. van Vogt, George Langelaan i Algis Budrys. L'aclamada novel·la d'Alfred Bester The stars my destination (Els estels, el meu destí, també coneguda pel seu nom britànic Tigre, Tigre) narra una cultura transformada pel descobriment del jaunte, una mena de teleportació que es du a terme fent servir poders mentals. Aquesta concepció de la teleportació enllaça amb la idea de viatge astral, expressió que fan servir els estudiosos dels fenòmens paranormals.

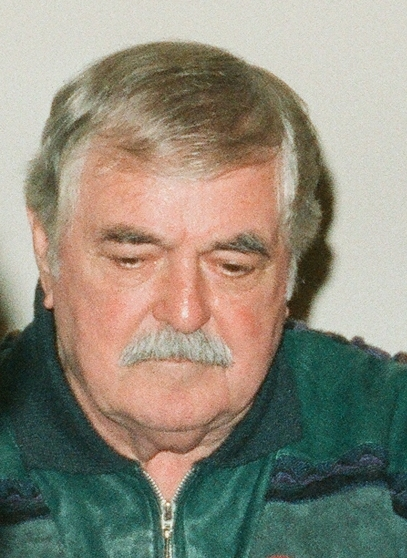
James Doohan, l'actor que interpretava l'encarregat del teletransportador de Star Trek. Mentre la màquina estava en funcionament es produïa un raig de llum, que va popularitzar la frase "Beam me up, Scotty" (en anglès beam=raig de llum)

En televisió el terme el va popularitzar Gene Roddenberry, guionista i creador de la sèrie Star Trek (Viatge als estels), inaugurada el 1966, i les seves seqüeles cinematogràfiques. Narra les aventures d'una nau espacial, en la qual els seus tripulants poden desaparèixer i tornar a aparèixer immediatament en la superfície d'un planeta o d'una altra nau gràcies a un dispositiu anomenat transportador. La condició perquè aquest aparell funcioni és que la persona o objecte es transporti a un punt que no sigui excessivament distant. Teòricament, existeix una tècnica d'escanerització que permet determinar la posició de les partícules de l'objecte, desmantellar-lo i enviar aquestes partícules mitjançant un raig a un punt on s'acoblaran novament. Tot el procés és assistit per un potent ordinador. Aquest enfocament de la teleportació xoca amb la realitat del principi d'incertesa, segons el qual és impossible localitzar amb precisió una partícula elemental i molt menys desmantellar-la.
En la sèrie televisiva The Big Bang Theory, el personatge del físic teòric Sheldon Cooper va fer una crítica al teletransport: «Encara que una màquina teletransportadora pogués determinar l'estat quàntic de la matèria d'un individu, en realitat no l'estaria teletransportant, sinó destruint-lo en una ubicació i després recrear-lo en una altra.»
En les novel·les de Iain M. BanksUna, amb el títol global de La Cultura, es descriu una altra forma de teleportació, que consisteix a enviar un objecte a través d'un forat de cuc artificialment induït, fet que permet una transferència a velocitats superiors a la llum, sense menysprear el principi d'incertesa. Aquest sistema, però, pot fallar quan es fa servir per transportar moltes persones alhora.

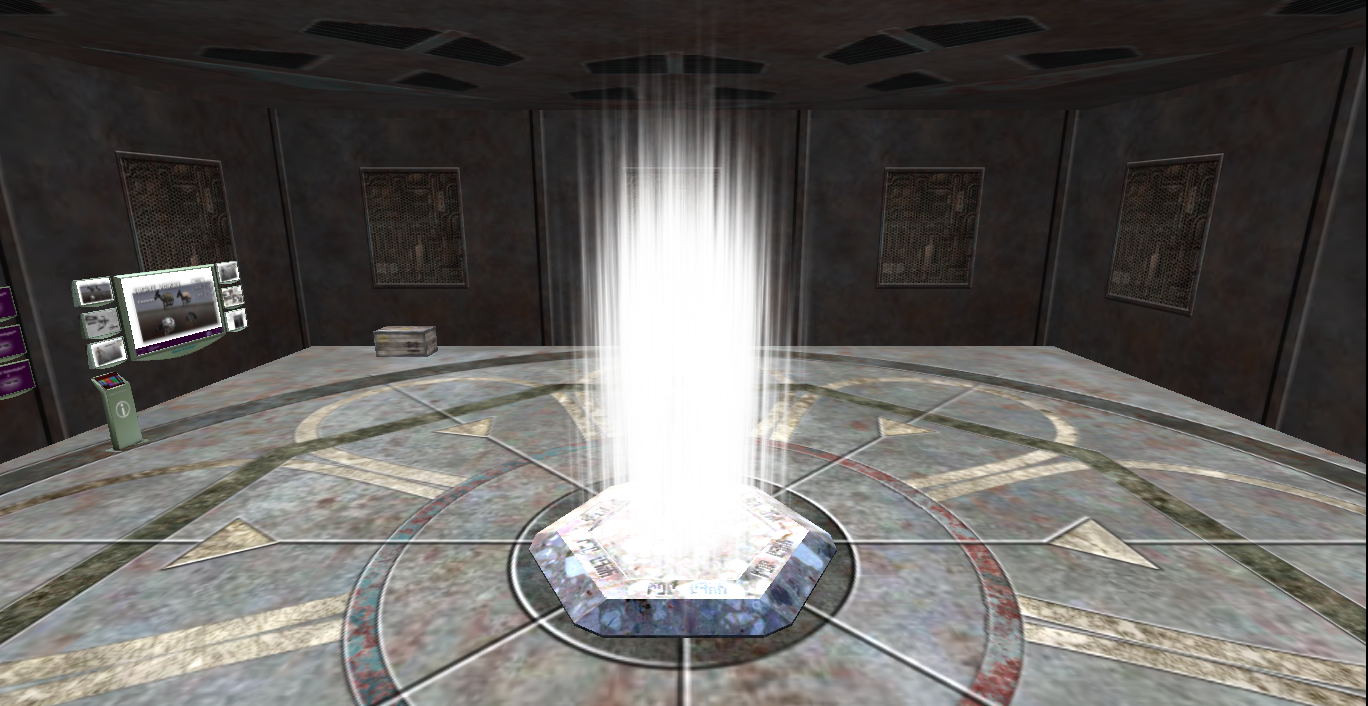
El teletransportador del videojoc Stargate, Second Life, on apareix un raig de llum quan està en funcionament.

En els videojocs, el concepte de teleportació ha estat un recurs molt emprat. Es pot trobar, per exemple, a Quake, Unreal Tournament, Runescape Halo, Portal i Half-Life. En el joc Doom 3 el tema principal és el desenvolupament d'una màquina de teletransport, la qual crea túnels que fan la funció de forat de cuc. També en la popular saga de Sonic The Hedgehog, els personatges que adquireixen la Super Transformació solen poder teleportar-se, com per exemple, Super Sonic, Super Shadow, Super Knuckles, etc. Una altra franquícia de videojocs que utilitza el teletransport és la de Pokémon, on la majoria dels Pokémon del tipus psíquic tenen aquesta habilitat, i més en els caus dels equips dels dolents, com el Team Rocket, excepte la de l'Equip Plasma, tenen rajoles que activen el teletransport en trepitjar-les. En la saga Mother/EarthBound apareix també aquest poder: en Mother, el protagonista Ninten, guanya aquesta habilitat quan telepàticament parla amb un nadó a Youngtown qui li diu: «Vaig néixer amb poders PSI». En EarthBound, l'heroi Ness adquireix l'habilitat en dos dels nivells del joc, els anomenats α i β.
En el videojoc Els Sims 2: Bon Voyage quan es visita l'Aldea Takemizu (l'Extrem Orient) el jugador pot trobar-se amb un ninja que l'ensenya a adquirir l'habilitat de la teleportació a canvi de respondre correctament a una endevinalla.
En la pel·lícula de ficció La Mosca, el científic Seth Brundle (Jeff Goldblum) inventa un dispositiu de teletransport usant dues cabines (telepodes) on l'objecte, inert o viu, es desintegra i reintegra, d'aquesta manera completa el procés de teletransport. Brundle aconsegueix teleportar objectes inanimats d'un telepode a un altre. En provar l'invent amb éssers vius (un simi) aconsegueix resultats igualment de reeixits. Quan Brundle intenta teletransportar-se ell mateix, una mosca entra amb ell al telepode; la computadora que ha de desintegrar i reintegrar pren els dos patrons d'ADN diferents com si es tractés d'un sol individu i els combina genèticament formant un monstre.
En la pel·lícula Jumper, algunes persones han nascut amb l'habilitat de teletransportar-se, el personatge anomenat David l'usa per al seu propi benefici.
La relació entre teleportació i el camp magnètic es pot veure en el cinquè episodi de la primera temporada de Warehouse 13 i en el quart episodi de la quarta temporada de Fringe.

## Teletransport i ciència
D'acord amb les lleis de la física que es coneixen actualment, la teleportació no és possible, ja que el transport de matèria requereix un temps i no pot ser instantani. L'any 2004 la Força Aèria dels Estats Units publicava un informe titulat Teleportation Physics Study, que es va publicar a la pàgina web de la FAS (Federation of American Scientists), una respectable i prestigiosa institució científica i arribava a la mateixa conclusió que es tractava d'un fet científicament impossible.
El físic teòric Lawrence M. Krauss va publicar un llibre el 1995 titulat The Physics of Star Trek, en el qual analitzava, des d'un punt de vista científic, la idea de teletransport suggerida a la sèrie Star Trek. Segons aquest professor, la idea no estava clarament definida, ja que per una banda es parlava dels conceptes de "materialització" i "desmaterialització", mentre que no es deixava clar si el procés implicava un transport dels àtoms juntament amb un transport de la informació per reconstruir la persona teletransportada o només la informació. En el segon cas, el resultat seria més aviat una còpia de l'original que una veritable transportació. Krauss també explica que per poder "desmaterialitzar" alguna cosa amb l'objectiu de teletransportar-la, la quantitat d'energia requerida per separar les partícules que formen aquesta cosa hauria de ser immensa per poder superar la que existeix en els enllaços del nucli atòmic. Per altra banda, l'energia dels electrons que envolten el nucli de qualsevol àtom és insignificant comparada amb l'energia requerida per unir les partícules del nucli atòmic. Amb paraules seves: «Si haguéssim d'escalfar el nucli d'un àtom fins als 1000 bilions de graus (aproximadament un milió de vegades més calor que la temperatura del nucli del Sol), llavors no només els quarks perdrien l'energia que els uneix, sinó que a aquesta temperatura es perdria gairebé tota la massa. La matèria es transformaria en radiació o, emprant el llenguatge de la teleportació, es "desmaterialitzaria" […] en unitats d'energia, això implicaria proporcionar un 10% de la massa restant de protons i neutrons en forma de calor. Per escalfar fins a aquest nivell una massa equivalent a la mida d'un ésser humà caldria un 10 per cent de l'energia necessària per destruir la matèria o l'energia equivalent a cent bombes d'hidrògen d'1 megaton.»

### Teleportació quàntica
A finals del segle XX es va introduir el concepte de teleportació quàntica, que es refereix a la possibilitat de transmetre un estat quàntic a distància; en aquest procés no hi ha transport de matèria ni d'energia, i, per tant, té poca relació amb la teleportació de la ciència-ficció, amb la qual no s'ha de confondre.